# Rhyacophila perdita
Rhyacophila perdita är en nattsländeart som beskrevs av Banks 1938. Rhyacophila perdita ingår i släktet Rhyacophila och familjen rovnattsländor. Inga underarter finns listade i Catalogue of Life.